# Proctonemesia
Proctonemesia Bauab & Soares, 1978 è un genere di ragni appartenente alla famiglia Salticidae.

## Distribuzione
Le due specie oggi note di questo genere sono state rinvenute in Brasile.

## Tassonomia
A giugno 2011, si compone di due specie:
- Proctonemesia multicaudata Bauab & Soares, 1978[2] — Brasile
- Proctonemesia secunda (Soares & Camargo, 1948) — Brasile